# Campionati italiani di winter triathlon del 1999
I Campionati italiani di winter triathlon del 1999 (I edizione) sono stati organizzati dalla Federazione Italiana Triathlon e si sono tenuti a Piancavallo in Friuli-Venezia Giulia, in data 13 febbraio 1999.
Tra gli uomini ha vinto Paolo Riva ( Forze Armate Triathlon), mentre la gara femminile è andata a Maria Canins Bonaldi (Triathlon Alto Adige).

## Risultati

### Élite uomini
| Pos. | Atleta               | Società sportiva       | Corsa   | Bici    | Sci di fondo | Totale  |
| ---- | -------------------- | ---------------------- | ------- | ------- | ------------ | ------- |
|      | Paolo Riva           | Forze Armate Triathlon | 0:20:57 | 0:31:33 | 0:19:03      | 1:11:33 |
|      | Alberto Gerardini    | Triteam                | 0:22:26 | 0:32:35 | 0:21:08      | 1:16:29 |
|      | Marco Abbà           | Energytri              | 0:20:51 | 0:32:43 | 0:23:05      | 1:16:49 |
| 4    | Alessandro Degasperi | Dolomitica             | 0:21:52 | 0:33:54 | 0:21:03      | 1:16:49 |
| 5    | Bernhard Capitani    | Malles Triathlon       | 0:22:15 | 0:34:16 | 0:20:02      | 1:17:03 |
| 6    | Paolo Roccon         | Triteam                | 0:23:25 | 0:31:30 | 0:22:01      | 1:17:16 |
| 7    | Luca Nascimbeni      | Triathlon Alto Adige   | 0:21:25 | 0:32:44 | 0:23:02      | 1:17:41 |
| 8    | Silvano Fedel        | Triathlon Trentino     | 0:21:49 | 0:35:19 | 0:21:01      | 1:18:49 |
| 9    | Ennio De Bona        | Triteam                | 0:21:56 | 0:34:11 | 0:23:07      | 1:19:54 |
| 10   | Davide Maraja        | Fumane Triathlon       | 0:22:05 | 0:36:02 | 0:22:02      | 1:20:08 |
| 11   | Maurizio De Ponte    | Silca Ultralite        | 0:20:57 | 0:33:22 | 0:26:07      | 1:20:26 |
| 12   | Bruno Stanga         | Garda Trentino         | 0:21:00 | 0:34:42 | 0:25:08      | 1:21:20 |
| 13   | Bruno Bonaldi        | Triathlon Alto Adige   | 0:25:13 | 0:37:00 | 0:21:09      | 1:23:22 |
| 14   | Walter Polla         | Triathlon Alto Adige   | 0:25:32 | 0:36:39 | 0:21:05      | 1:23:46 |
| 15   | Ludwig Brunner       | Triteam                | 0:25:04 | 0:37:12 | 0:22:05      | 1:24:21 |
| 16   | Leonardo Gagliardo   | Pettinelli Triathlon   | 0:25:14 | 0:36:56 | 0:22:01      | 1:24:21 |
| 17   | Claudio Slomp        | Triathlon Trentino     | 0:24:51 | 0:36:17 | 0:23:02      | 1:24:40 |
| 18   | Marco Cicigoi        | Happidea Triathlon     | 0:24:46 | 0:35:54 | 0:24:00      | 1:25:30 |
| 19   | Luca Carli           | Triteam                | 0:24:08 | 0:36:57 | 0:25:00      | 1:26:05 |
| 20   | Guido Grandi         | Triathlon Novara       | 0:23:55 | 0:35:15 | 0:27:04      | 1:26:24 |

### Élite donne
| Pos. | Atleta               | Società sportiva           | Corsa   | Bici    | Sci di fondo | Totale  |
| ---- | -------------------- | -------------------------- | ------- | ------- | ------------ | ------- |
|      | Maria Canins Bonaldi | Triathlon Alto Adige       | 0:27:47 | 0:35:40 | 0:21:04      | 1:25:21 |
|      | Maria Paola Torcutto | Triteam                    | 0:27:57 | 0:38:38 | 0:27:04      | 1:33:39 |
|      | Mariagiulia Canello  | Triteam                    | 0:29:02 | 0:42:57 | 0:26:00      | 1:38:09 |
| 4    | Giuseppina Marconato | Valle d'Aosta              | 0:29:12 | 0:45:18 | 0:26:09      | 1:40:48 |
| 5    | Annamaria Garelli    | Triathlon Cuneo            | 0:26:22 | 0:45:44 | 0:28:09      | 1:41:05 |
| 6    | Laura Dell'Erba      | Triathlon Novara           | 0:29:50 | 0:47:56 | 0:30:07      | 1:47:53 |
| 7    | Gigliola Colautti    | Fun Tri Team               | 0:27:56 | 0:45:20 | 0:36:02      | 1:49:18 |
| 8    | Amelia Lora          | Tri. Rari Nantes Marostica | 0:32:37 | 0:48:32 | 0:28:02      | 1:49:31 |
| 9    | Virna Stavla         | Padova Triathlon           | 0:31:00 | 0:49:47 | 0:31:03      | 1:52:20 |
| 10   | Luisa Casagrande     | Silca Ultralite            | 0:29:23 | 0:47:54 | 0:38:03      | 1:55:50 |
| 11   | Sandra Borghese      | Udine Triathlon            | 0:31:53 | 0:47:50 | 0:37:04      | 1:57:07 |
| 12   | Nadia Da Ros         | Silca Ultralite            | 0:29:24 | 0:52:31 | 0:42:01      | 2:01:49 |
| 13   | Margherita Boeri     | Triteam                    | 0:36:07 | 0:58:38 | 0:39:01      | 2:13:56 |